# Pont Vayringe
Le Pont Vayringe est un pont en béton et acier franchissant la Meurthe et reliant la commune de Malzéville à Nancy, dans le département de Meurthe-et-Moselle et la région Grand Est.
Il relie la rue Vayringe (côté Nancy) à la rue du Lion d'Or (côté Malzéville).

## Historique
Le pont a été construit en 1971/1972,.
Il a été réaménagé en 2004/2005, avec l'ajout d'une passerelle fixée sur les piles existantes.

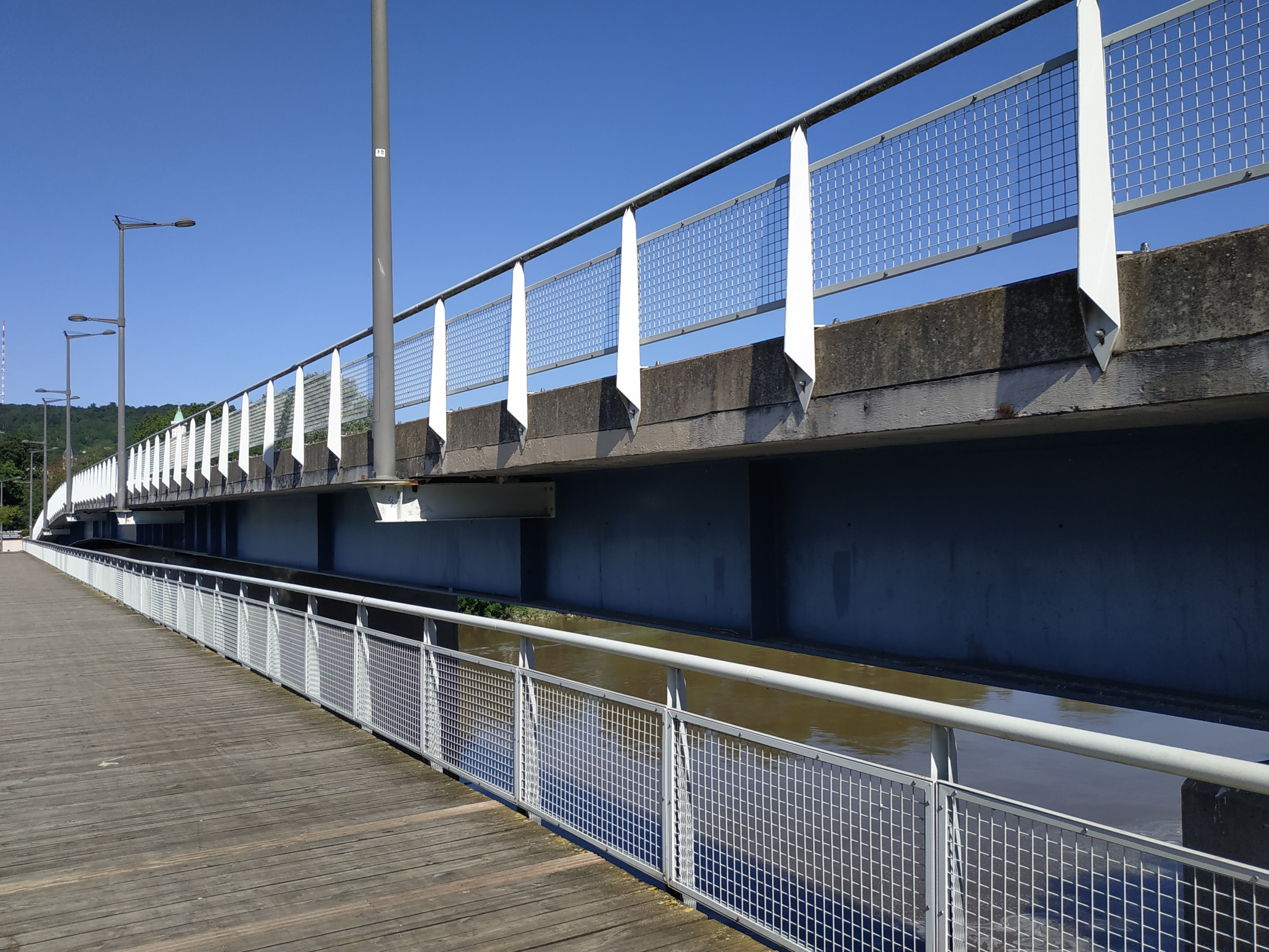
Passerelle Vayringe en 2021